# Sammy Nestico
Samuel Lewis (Sammy) Nestico (Pittsburgh (Pennsylvania), 6 februari 1924 - Carlsbad (Californië), 17 januari 2021) was een Amerikaans jazzcomponist en -muzikant. Hij is bekend om zijn arrangementen voor de Count Basie Orchestra, maar ook vanwege zijn overige big band-arrangementen.
Nestico begon op zijn zeventiende bij het American Broadcasting Company (ABC) radiostation WCAE in Pittsburgh. Hij studeerde aan de Duquesne Universiteit in Pittsburgh, en behaalde aldaar zijn Bachelor of Science in muziekopleiding. Hij werd leraar in Wilmerding (Pennsylvania). In 1951 werd hij arrangeur bij de United States Air Force Band, maar wisselde later tot de United States Marine Band "The President's Own" in Washington D.C.. Tijdens zijn lange carrière verzorgde hij ook projecten voor vele bekende muzikanten, waaronder Phil Collins, Frank Sinatra, Barbra Streisand en Sarah Vaughan. Van 1970 tot 1984 arrangeerde hij voor Count Basie en zijn orkest. Ook schreef hij commerciële jingles voor Amerikaanse bedrijven. Verder was hij werkzaam als schrijver van filmmuziek.
In 1998 en 1999 was hij professor aan de Universiteit van Georgia in Athens (Georgia).
Nestico werd geëerd door zijn alma mater, de Duquesne Universiteit, die hem tot eredoctor benoemde en voor zijn werk van onder andere de American Society of Music Arrangers and Composers (ASMAC) en de Big Band Academy of America (BBAA). In 1993 publiceerde hij het boek The Complete Arranger. Na Nestico is een Jazzprijs, de Sammy Nestico Award benoemd, die jaarlijks tijdens een compositiewedstrijd aan jonge Amerikaanse jazzcomponisten uitgereikt wordt.
In Nederland is in 2014 door de Marinierskapel der Koninklijke Marine, onder leiding van toenmalig dirigent Majoor Peter Kleine Schaars, een project opgezet om een cd op te nemen met alleen maar muziek van Sammy Nestico. Daarvoor zijn Majoor Peter Kleine Schaars en projectofficier Luitenant eerste klas Cor Knegtjens bij Sammy Nestico geweest in Californië.
In 2015 is deze cd uitgegeven door Aliud, onder de naam Marine Band of the Royal Netherlands Navy plays Sammy Nestico. Nadat de cd is uitgegeven ontving Majoor Peter Kleine Schaars een mail van Sammy Nestico met daarin de volgende tekst (integraal):
```
“This is ONE OF A KIND IN A LIFETIME. There is not another band in the world who could have made this recording. …I must admit I am not aware of any concert band in the world that could have recorded the jazz numbers. Your re-orchestration on the music was superb. God, you even made Disney sound great! The musicianship and the soloists were fantastic. Thank you for a milestone in my life. There are so many things that separate this band aside from all the others that is hard to mention them all. The engineering was so very important ... and it certainly was magnificent. I will send you a short forward for the CD. Thank you for a once in a lifetime tribute. You made it all worth while!”
```

## Composities

### Werken voor harmonieorkest
- 1965 Portrait of a Trumpet
- 1967 Vaquero March
- 1969 A Tribute to Stephen Foster
- A Fireside Christmas
- All Through the Night
- Civil War Sketches
- Long May it Wave
- Los Valientes
- Persuasion
- The Blues

### Werken voor jazz-orkest/ensembles
- Blues Machine
- Rachael[1]
- Samantha[2]
- Sweet Georgia Brown[3]

### Filmmuziek
- The Color Purple
- The Best Little Whorehouse in Texas
- Used Cars
- I Wonder Who's Killing Her Now?
- Hero at Large
- Analyse this
- Cactus Flower
- Blue Lagoon
- Buddy System
- Fighter (Fighting Chance)
- Front Page
- Heart Like a Wheel
- Heaven Can Wait
- It's My Turn
- Just You and Me Kid
- Million Dollar Infield
- Silent Movie
- That old feeling
- Wholly Moses
- New Adventures of Heidi
- Big Black Pill
- Miracle of Kathie Miller
- Stonestreet
- It Happened one Christmas
- Chandler